# Margaret Seltzer
Margaret „Peggy“ Seltzer, Pseudonym Margaret B. Jones (* 29. Juli 1974 in Los Angeles, Kalifornien) ist eine US-amerikanische Schriftstellerin. Sie ist vor allem wegen des Skandals um ihre angebliche Autobiographie Love and Consequences bekannt geworden.

## Leben
Seltzer wurde 1974 in Los Angeles als Tochter zweier wohlhabender, weißer Eltern geboren und wuchs zusammen mit ihrer Schwester Cindy in der Mittelschichtswelt von Sherman Oaks auf. Sie war niemals ein Pflegekind, kein Mitglied in einer Gang und hatte keine Kontakte ins Drogenmilieu. Ihren Schulabschluss erhielt sie von der Campbell Hall School einer privaten, kirchlichen Institution. 2008 veröffentlichte sie ihre angebliche Autobiographie.

## Inhalt der Autobiographie
Margaret B. Jones kommt als Kind eines weißen und eines indianischen Elternteiles zur Welt. Da der Verdacht besteht, dass sie in ihrer Herkunftsfamilie misshandelt und sexuell missbraucht wird, wird sie ihren Eltern entzogen und in einer Pflegefamilie untergebracht. In dem Buch wird nicht erwähnt, ob der Verdacht sich als wahr oder falsch erwies. Nachdem sie eine Reihe von Pflegefamilien durchlaufen hat, wird Jones im Alter von achteinhalb Jahren bei Big Momma platziert. Diese ist eine alleinstehende, verarmte Schwarze und lebt im Ghetto South Central Los Angeles. Außer Jones zieht sie auch noch ihre vier Enkel Terrel, Taye, NeeCee und Nishia sowie wechselnde andere Pflegekinder auf.
Das Leben in South Central ist hart und geprägt von Armut, Gewalt und Drogensucht. Jones und ihre Geschwister lernen, auf dem Boden zu schlafen, um nicht von verirrten Kugeln getroffen zu werden. Jones wird von ihren Brüdern in die Bloods-Gang eingeführt. Mit 12 Jahren beginnt Jones Drogen zu verkaufen, um ihrer Familie überleben zu helfen. Von dem ersten selbstverdienten Geld schließt sie eine Begräbnisversicherung ab, da sie nicht erwartet, alt zu werden. Im weiteren Verlauf erlebt Jones den gewaltsamen Tod ihrer Vorbilder – des OG (Original Gangsters) Kraziak und ihres Bruders Terrel, der von den Crips erschossen wird. Sie verliebt sich in ein Mitglied der Crips und erkennt, dass Crips und Bloods keine Feinde sind, sondern nur von den Umständen geprägt wurden.

## Reaktionen
Die angebliche Autobiographie erhielt begeisterte Kritiken unter anderem von Michiko Kakutani von der New York Times und Oprah Winfrey. Seltzer trat in mehreren Radiointerviews auf und ahmte dabei einen Ghetto-Akzent nach.
Seltzer wurde jedoch von ihrer eigenen Schwester, Cynthia „Cyndi“ Hoffman, enttarnt.

## Ausgaben
- Margaret Seltzer: Love and consequences. A memoir of hope and survival. Riverhead Books, New York 2008, ISBN 978-1-59448-977-8.
  - Hörbuch: Love and consequences. A memoir of hope and survival. Brilliance Audio, New York 2008, ISBN 978-1-4233-6058-2 (8 CDs, gelesen von der Autorin)